# Egotrip
Egotrip è un singolo del cantautore italiano Tropico, pubblicato il 24 aprile 2020.

## Tracce
Testi di Davide Petrella, musiche di Rosario Castagnola e Sarah Startuffo.
1. Egotrip – 3:14